# Аркас (міфологія)
Арка́с, Арка́д (грец. Αρκάς, род. відм. Αρκάδος) — син Зевса й Каллісто, епонім Аркадії.
На полюванні хотів убити свою матір, прийнявши її за дику ведмедицю. Зевс перетворив Аркаса та Каллісто на сузір'я Великої і Малої Ведмедиці.